# 華懋廣場戲院

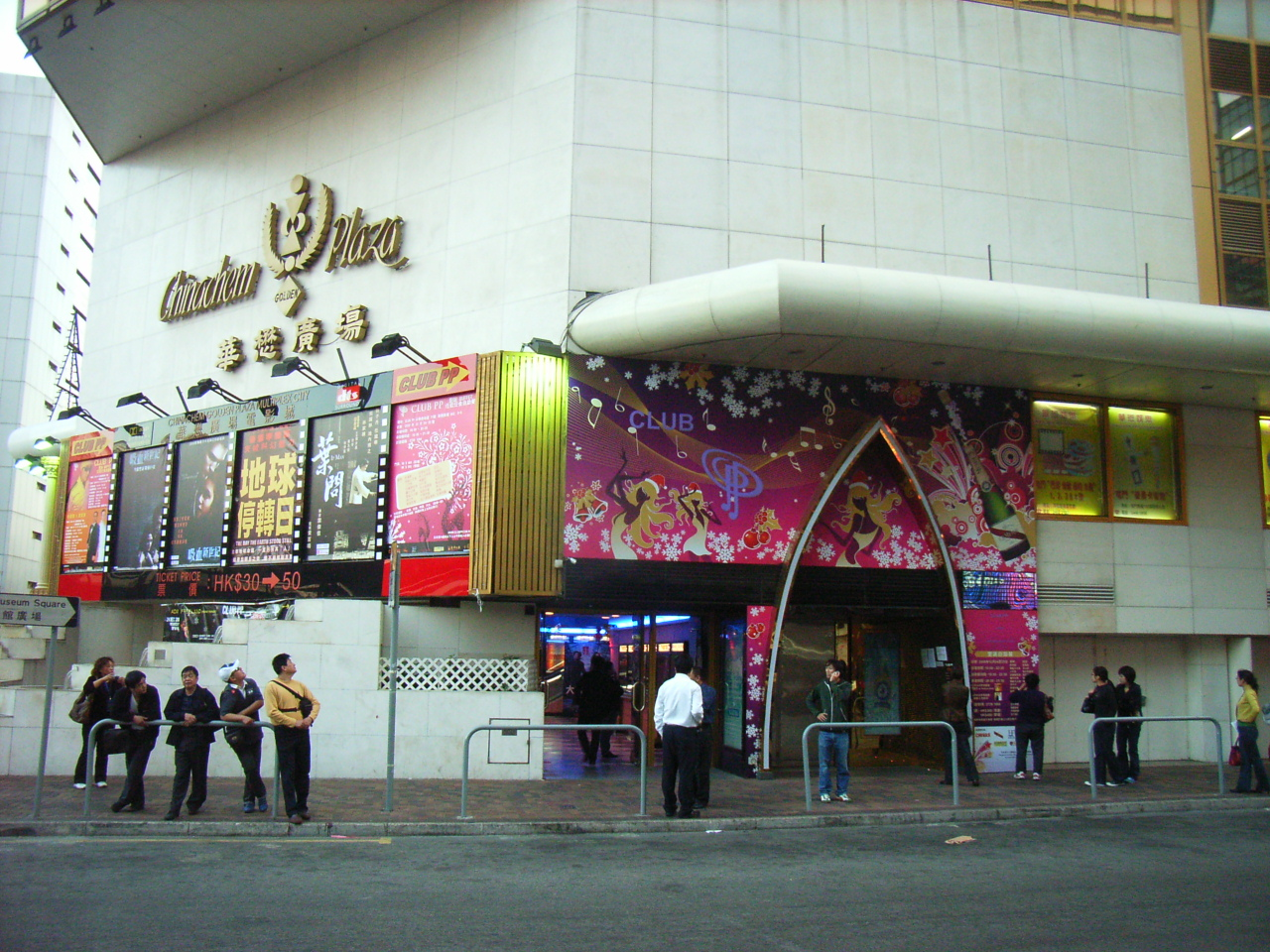
華懋廣場戲院。

華懋廣場戲院位於香港九龍油尖旺區尖沙咀麼地道77號華懋廣場基座，為華懋電影院線旗下已經結束營業的電影院之一，結束營業前為香港最後一所通宵營業的電影院。

## 設施
開業時共設3間大型影院，至80年代後期因尖東夜生活興盛而利用華懋廣場商場部份增設3間小型影院，即共設6間影院。唯至2000年代因尖沙咀東部衰落，而逐步縮減規模，至結業僅剩前3間影院：兩家大影院（1院及2院）及一家小型影院（3院）；其中1院及2院共可以容納700人，3院則為當時全香港最少座位的普通戲院，只設34座位。全部影廳在結業前已安裝數碼放映系統，3院更有裝設杜比7.1環迴立體聲系統。

## 歷史
華懋廣場戲院於1987年落成，於翌年起正式營業，首創子夜場、深夜場及清晨場，為香港幾乎唯一一間24小時營業的戲院。
2013年5月24日晚上6時，華懋集團突然發布聲明宣布華懋廣場戲院結束營業，及在門口張貼告示，表示因為商業原因，於該晚6時20分在2號院放映最後一場電影《救參通話》後停止再播放電影，華懋廣場戲院屆時正式結束營業。聲明指出，華懋廣場戲院自1987年落成至今，因為競爭激烈，多年來已經失去了競爭力，大部分員工均服務於集團多年，集團會向他們提供其他就業機會或者選擇裁員補償金額，有關補償遠超於《僱傭條例》要求；至於已經預購本周末戲票的顧客已經安排退票，他們將會獲得購物優惠券等補償。華懋集團營運總裁大衛帕克形容，將華懋戲院結業為一個艱難的決定，惟戲院近年出現嚴重的虧蝕，達數以百萬港元計算，一直無改善，而由於華懋廣場戲院座落在香港市區的黃金地段，故此決定將上述的物業出租，更改作為零售用途，惟強調集團經營所得利益最終將會用於慈善。